# NGC 2719
NGC 2719 (również PGC 25281 lub UGC 4718) – galaktyka nieregularna (Im), znajdująca się w gwiazdozbiorze Rysia. Odkrył ją William Herschel 28 marca 1786 roku. Galaktyka ta jest w trakcie kolizji z sąsiednią PGC 25284, zwaną czasem NGC 2719A; obie te galaktyki stanowią obiekt Arp 202 w Atlasie Osobliwych Galaktyk Haltona Arpa.